# 1854 a tudományban
Az 1854. év a tudományban és a technikában.

## Technika
- New Yorkban a világkiállításon  Elisha Otis amerikai feltaláló bemutatót tart az általa kidolgozott biztonságos felvonóval

## Születések
- március 14. – Paul Ehrlich németországi orvos, immunológus, mikrobiológus, a kemoterápia úttörője († 1915)
- március 15. – Emil von Behring német bakteriológus, az első orvosi-élettani Nobel-díjas (1901); őt tekintik az immunológia megalapítójának († 1917)
- április 29. – Henri Poincaré Bolyai-díjas francia matematikus, fizikus és filozófus († 1912)
- június 13. – Charles Algernon Parsons ír mérnök, a gőzturbina egyik megalkotója († 1931)
- július 12. – George Eastman amerikai feltaláló. Ő találta fel a 35 milliméteres, perforált celluloidszalagot, amellyel lehetővé tette a filmgyártás megindulását († 1932)
- szeptember 18. – Florentino Ameghino argentin őslénykutató, antropológus, zoológus és természettörténész († 1911)

## Halálozások
- július 6. – Georg Simon Ohm német fizikus és matematikus, az Ohm törvénye leírója (* 1789)
- szeptember 2. – Pierre Alphonse Laurent francia matematikus, a Laurent-sor felfedezője (* 1813)